# 프랑스의 엘리자베트
프랑스의 엘리자베트(Princesse Élisabeth de France , 1764년 5월 3일 ~ 1794년 5월 10일)는 프랑스의 공주로 루이 16세의 여동생이다. 프랑스 혁명 중에 오빠인 루이 16세의 가족과 끝까지 운명을 함께 했다. 마담 엘리자베트(Madame Elisabeth)라고 불렀다.
프랑스 왕세자 루이 페르디낭과 왕태자비 마리 - 조제프 드 사쿠스의 막내딸로, 베르사유 궁전에서 탄생했다. 형제로는 오빠 루이 16세, 프로방스 백작(후의 루이 18세), 아르투아 백작(후의 샤를 10세), 언니 사르데냐 국왕 카를로 에마누엘레 4세의 왕비 마리 클로틸드 등이 있다.

## 생애
1765년 1살 때는 아버지를, 3살 때 어머니를 잃고 고아가 된 엘리자베트는 마루산 후작 마리 루이즈에 길러졌다. 이 여자 덕분에 그녀의 자애 넘치는 성격이 형성되는 것으로 알려져 있다. 엘리자베트는 신앙심이 깊었고, 오빠 루이 16세에게 충성하여, 모든 혼담을 거절하고 오빠의 허락을 받아 친가에 남는 것을 선택했다. 오빠 아르투아 백작과 함께 왕족 중 가장 강경한 보수주의자였지만, 엘리자베트는 아르투아 백작과 달리, 프랑스 혁명 시 국외로 탈출하는 것을 거절하고 튈르리 궁전에서 국왕 일가와 감금되었다. 1791년 6월 국왕 일가와 함께 도망을 했지만, 바렌느에서 발각되어 파리로 강제 귀환하게 된다. (바렌느 사건).
파리로 강제 귀환한 엘리자베트와 국왕 일가는 떵플 탑에 감금되었다. 1793년 1월 21일 루이 16세가 처형되고, 1793년 7월 3일 조카 루이 샤를(루이 17세)이 죽었을 때도, 엘리자베트는 올케인 마리 앙투아네트, 조카 마리 테레즈와 함께 탑에 남겨져 있었다. 왕비는 8월 2일 콩세르주리에 수감되어 10월 16일 처형되었다. 처형 일 아침, 왕비가 시누이 엘리자베트에게 보낸 편지는 그녀에게 전해지지 않았고, 2명의 공주들은 왕비의 죽음을 듣지 못한 채 있었다.
1794년 5월 9일 엘리자베트는 콩세르주리 감옥으로 이송되어 혁명 법정에 끌려갔다. 그녀는 국왕의 탈주를 도와 준 죄, 왕족의 국외 망명죄로 고발되었다. 게다가 그녀는 조카인 황태자 루이 샤를을 성적 학대를 했다는 엉뚱한 혐의로 고소되었다. 이 거짓 고발은 고문에 당한 아이가 증언을 했다고 알려져 있으며, 실제 재판을 방청했던 관중들은 엘리자베트를 연민하고 있었다. 그러나 결국 그녀에게는 사형 선고가 내려졌다.
처형 일에 엘리자베트와 함께 단두대로 가는 남녀는 모두 그녀에게 허리를 굽혀 인사를 하고 손에 키스를 했다. 엘리자베트는 그들을 축복했다. 엘리자베트가 끈으로 묶여져 있을 때 어깨에 걸쳐 있던 숄이 떨어져 어깨가 드러나게 되었다. “예의를 지키세요. 아저씨 숄을 걸어주세요.”라고 그녀가 사형 집형관에게 외쳤을 때 단두대의 칼날이 그녀의 머리 위로 떨어졌다.
사형 후 엘리자베트는 에란 시 묘지에 다른 단두대 사형수들과 함께 묻혔다. 혁명 후 그녀의 유해는 카타콤브 드 파리로 옮겨져 생 드니 대성당으로 매장되었다.